# Fannia slovaca
Fannia slovaca är en tvåvingeart som beskrevs av František Gregor Jr och Rozkosny 2005. Fannia slovaca ingår i släktet Fannia och familjen takdansflugor.
Artens utbredningsområde är Slovakien. Inga underarter finns listade i Catalogue of Life.